# Puerta de Tiananmén

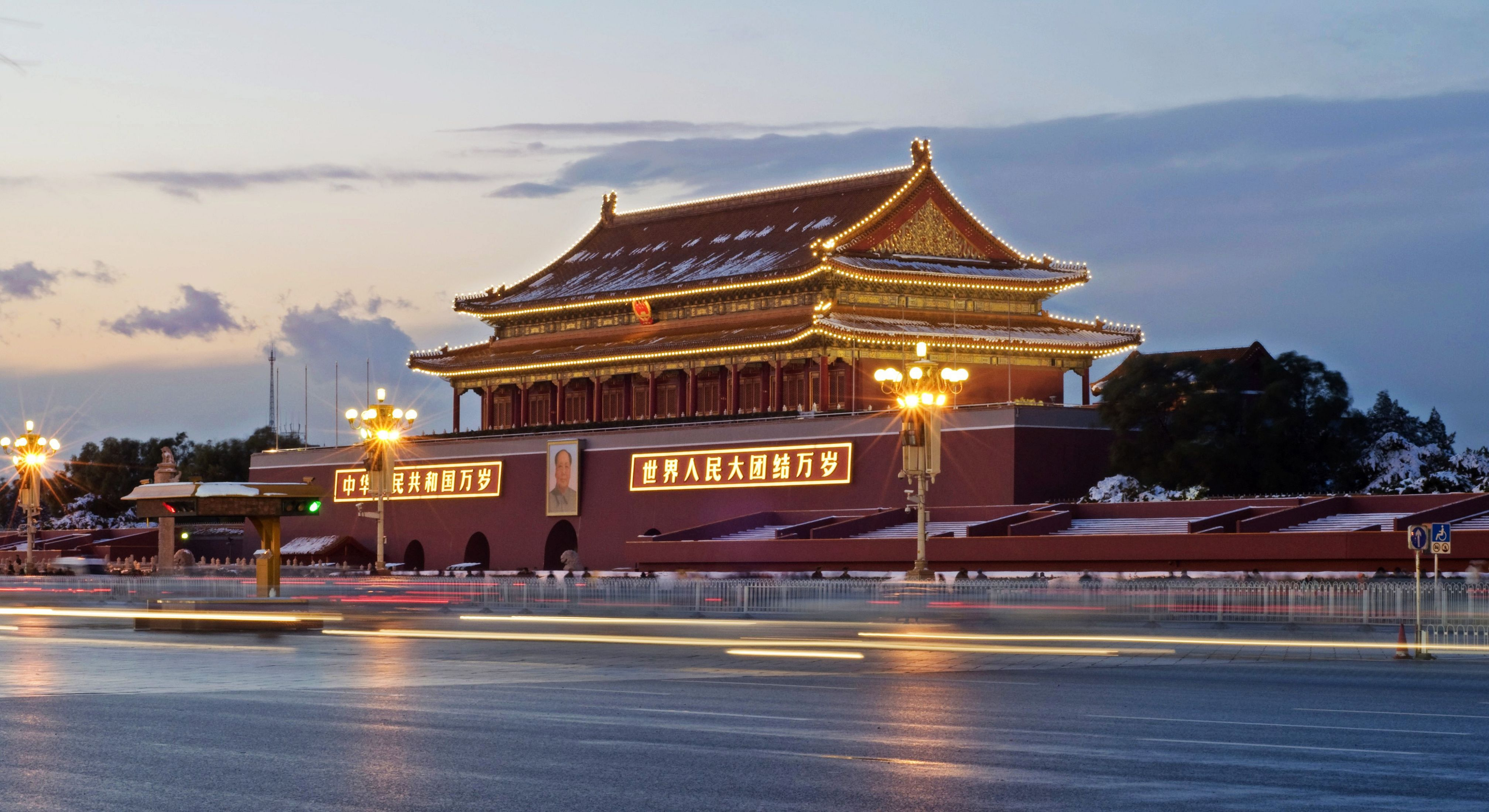
Puerta de Tiananmén.

La Puerta de Tiananmén (en chino tradicional, 天安門; en chino simplificado, 天安门; pinyin, Tiān'ānmén, literalmente Puerta de la Paz Celestial) es el nombre de la puerta que da acceso por el sur a la Ciudad Imperial, punto previo al ingreso a la Ciudad Prohibida en Pekín. Es un símbolo oficial de la República Popular China y aparece en el escudo nacional.
Fue construida en 1420 por el emperador Yongle y reconstruida en 1651. Está formada por un gran arco de entrada sobre el que se construyó un techo de madera. En las ocasiones solemnes se abría la puerta de Tiananmén y allí recibían los funcionarios imperiales los mandatos del emperador.

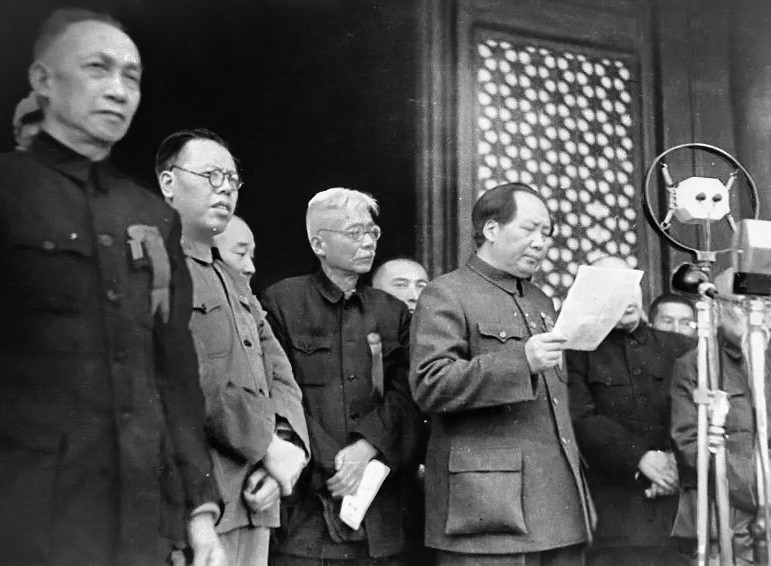
Mao Zedong declarando la proclamación de la República Popular China el 1 de octubre de 1949 en la puerta.

La actual Plaza de Tiananmén, situada frente a la puerta, data de los años 1950, cuando se demolieron numerosos edificios para ampliar la antigua plaza. El lugar tiene un simbolismo especial para el régimen comunista de la República Popular China debido a que allí se produjo en 1949 la proclamación de la República Popular por Mao Zedong. Desde la instauración del nuevo régimen, la puerta ha estado adornada con un retrato de Mao flanqueado por los lemas "viva la República Popular China" y "viva la unidad de los pueblos del mundo".